# Plaza 66
Plaza 66 es un rascacielos de Shanghái y es el edificio más alto en el distrito de Puxi.
Se compone de dos torres de oficinas y un centro comercial. Está ubicado en 1266 Nanjing West Road. La altura del edificio es de 288 metros (945 pies) y tiene 66 plantas. El trabajo sobre la primera torre fue terminado en 2001. La torre más corta, llamada Plaza 66 Tower 2, se terminó en 2007.
El proyecto fue desarrollado por Hang Lung Properties de Hong Kong encabezada por Ronnie Chan. Los edificios fueron diseñados por Kohn Pedersen Fox (KPF) arquitectos de Nueva York. El diseñador de plomo para KPF fue James Von Klemperer y el director responsable del proyecto fue Paul Katz. El edificio tiene un tercio más votos en el 2001 Emporis Skyscraper Premio de selección. 
En las plantas inferiores tiene uno de los Centros Comerciales en China más exclusivos, como Hermes,Prada,Dior,Versace y muchas firmas más de prestigio internacional de lujo.
- Datos: Q543353
- Multimedia: Plaza 66 / Q543353